# Герб Орлиного
Герб Орлиного затверджений 23 липня 2004 р. рішенням Орлинівської сільської ради.

## Опис герба
У червоному щиті срібна арка, в ній золотий орел із розправленими крильми. У зеленій вирізаній базі, тонко завершеній сріблом, дві золоті гілки кизилу із червоними ягодами.